# Real Monasterio de las Benedictinas
El Real Monasterio de las Benedictinas de Jaca, —conocido popularmente como «Las Benitas», por la orden benedictina de sus monjas habitantes—, fue fundado en 1555, cuando, a instancias de Felipe II, se trasladaron a esta ciudad las monjas del monasterio de Santa Cruz de la Serós. El monasterio se ubica en el extremo oriental del casco histórico de Jaca, adosado al único tramo de la antigua muralla de la ciudad, derribada a comienzos del siglo XX. El edificio monacal sigue un sobrio estilo renacentista.

## Iglesias
Dos iglesias forman parte del monasterio: La de San Ginés, y la cripta primitiva o iglesia subterránea de Santa María, que también fue conocida como la iglesia de San Salvador.
La iglesia de San Ginés, o iglesia alta, fue cedida a las monjas por la cofradía de San Ginés en 1579. Sólo queda de su primitiva fábrica la portada románica, alterado el conjunto por la reforma y ampliación de 1730. En 1862 fue pintada al fresco. La iglesia de Santa María es una estancia cubierta con bóveda y que se presentaba decorada con pinturas románicas.

## Sarcófago de Doña Sancha

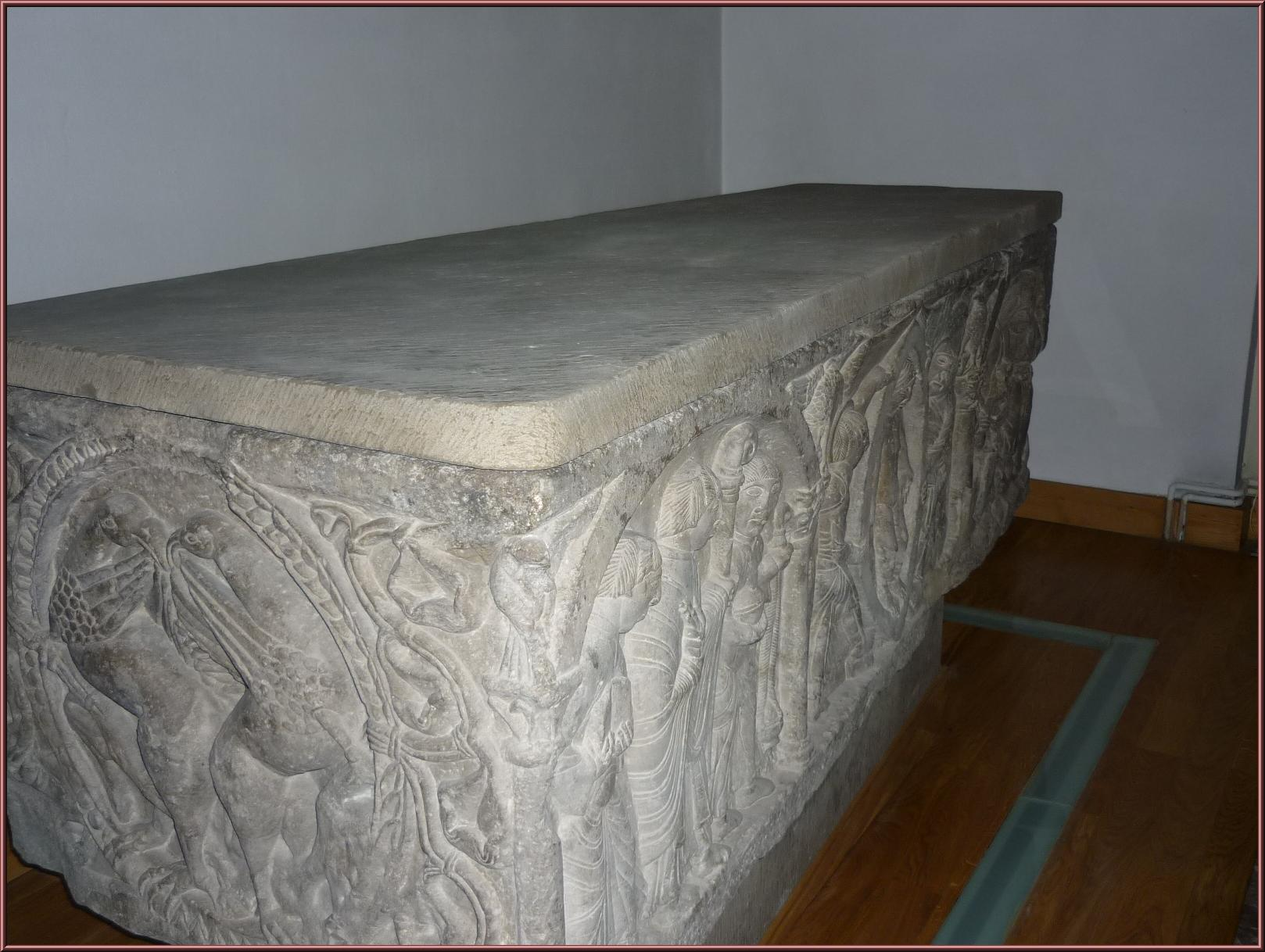
Sarcófago de Doña Sancha de Aragón.

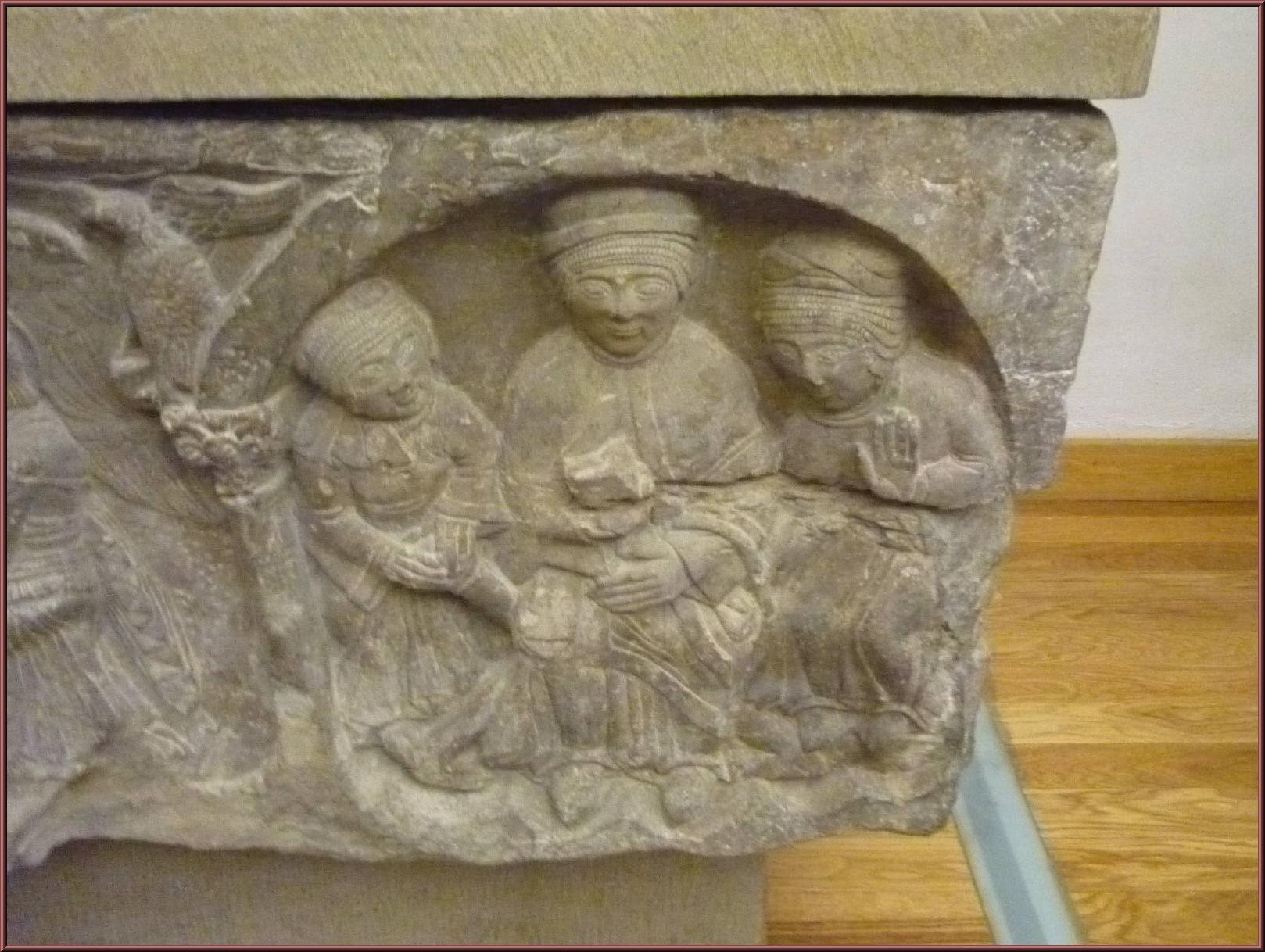
Detalle del sarcófago: Doña Sancha de Aragón flanqueada por sus hermanas Urraca y Teresa.

La pieza más valiosa del monasterio es el sarcófago de la Infanta Doña Sancha, hija de Ramiro I y hermana de Sancho Ramírez, ambos reyes de Aragón. Este sarcófago fue traído a Jaca desde Santa Cruz de la Serós en el año 1622 y es el mejor sepulcro del románico pleno que se ha conservado en la península ibérica. En el siglo 21. el sarcófago se ha trasladado a una de las salas del Colegio de las Benedictinas.
Una investigación coordinada por la Universidad de Zaragoza en 2011 determinó que en el sepulcro había restos de 9 personas. Como en el estudio se accedió a otros sepulcros reales de Aragón, comparando el ADN de unos y otros restos, particularmente con los de Ramiro I, se pudo determinar con alta seguridad[cita requerida] que en el sarcófago reposaban los restos de doña Sancha, sus hermanas Urraca y Teresa (que aparecen en la decoración) y los de la abuela de todas ellas y madre de Ramiro I, Sancha de Aibar, todo un hallazgo porque se desconocía donde podía haber sido inhumada.